# Zenon Majcher
Zenon Majcher (ur. 23 lipca 1940 w Adamowej Górze, zm. 18 grudnia 2014 w Warszawie) – polski duchowny rzymskokatolicki, Prałat Honorowy Jego Świętobliwości Benedykta XVI.

## Życiorys
W 1958 roku zdał maturę w VIII Liceum Ogólnokształcącym im. Władysława IV w Warszawie. Wyświęcony na kapłana 24 maja 1964 przez kard. Stefana Wyszyńskiego. Tytuł magistra teologii uzyskał 18 marca 1975 na Katolickim Uniwersytecie Lubelskim. W latach 1964–78 wikariusz parafii p.w. św. Rocha w Bedlnie, św. Józefa w Warszawie-Ursusie, św. Aleksandra w Warszawie Saskiej-Kępie. Proboszcz parafii p.w. św. Katarzyny w Rzeczycy. (1978–1982) i Narodzenia Pańskiego na Warszawskim Witolinie (organizator parafii, budowniczy świątyni, plebanii i budynku katechetyczno-administracyjnego). Odznaczony Przywilejem rokiety i mantoletu w 1986 roku, członek Rady Duszpasterskiej (1991–94), członek Komisji Artystyczno-Architektonicznej w Archidiecezji Warszawskiej (1991–96), od 1992 roku kanonik Honorowy Kapituły Katedralnej, diecezjalny moderator Kościelnej Służby Porządkowej Totus Tuus od 1992 r., organizującej diecezjalne piesze pielgrzymki na Jasną Górę. 11 kwietnia 2001 mianowany został kapelanem honorowym Jego Świątobliwości Jana Pawła II. W dniu 31 lipca 2010 roku otrzymał od Rady Miasta Stołecznego Warszawy w uznaniu zasług dla Stolicy Rzeczypospolitej Polskiej nagrodę Miasta Stołecznego Warszawy. Decyzją z dnia 5 lipca 2011 r. odznaczony przez brązowym medalem za zasługi dla Policji. Dekretem z dnia 15 września 2011 roku otrzymał godność Prałata Honorowego Jego Świętobliwości Benedykta XVI.
23 marca 2012 mianowany Prałatem Kapituły Konkatedralnej w Warszawie na Kamionku.